# Познанский сельский совет
Познанский сельский совет (укр. Пізнанська сільська рада) — входит в состав
Гусятинского района
Тернопольской области
Украины.
Административный центр сельского совета находится в 
с. Познанка.

## Населённые пункты совета
- с. Познанка